# Stazione meteorologica di Latina Aeroporto
La stazione meteorologica di Latina Aeroporto è la stazione meteorologica di riferimento per il servizio meteorologico dell'Aeronautica Militare e per l'Organizzazione Mondiale della Meteorologia, relativa alla città di Latina.

## Caratteristiche
La stazione meteorologica è situata nell'Italia centrale, nel Lazio, nel comune di Latina, nell'area aeroportuale, a 26 metri s.l.m. e alle coordinate geografiche 41°32′44.22″N 12°54′34.46″E.
La stazione effettua rilevazioni orarie con osservazioni sullo stato del cielo (nuvolosità in chiaro) e su temperatura, precipitazioni, umidità relativa, pressione atmosferica con valore normalizzato al livello del mare, direzione e velocità del vento.

## Medie climatiche ufficiali

### Dati climatologici 1971-2000
In base alle medie climatiche relative al trentennio 1971-2000, le più recenti in uso, la temperatura media del mese più freddo, gennaio, è di 8,4 °C, mentre quella del mese più caldo, agosto, è di 24,3 °C; mediamente si contano 14 giorni di gelo all'anno e 43 giorni annui con temperatura massima uguale o superiore a 30 °C. Nel trentennio esaminato, i valori estremi di temperatura sono i +40,6 °C dell'agosto 1999 e i -9,2 °C del gennaio 1985.
Le precipitazioni medie annue si attestano a 892 mm, mediamente distribuite in 84 giorni, con minimo in estate, picco massimo in autunno e massimo secondario in inverno.
L'umidità relativa media annua fa registrare il valore di 74%, con minimi di 70% a luglio e ad agosto e massimi di 78% a novembre e a dicembre; mediamente si contano 6 giorni annui con episodi nebbiosi.
Di seguito è riportata la tabella con le medie climatiche e i valori massimi e minimi assoluti registrati nel trantennio 1971-2000 e pubblicati nell'Atlante Climatico d'Italia del Servizio Meteorologico dell'Aeronautica Militare relativo al medesimo trentennio.
| Latina Aeroporto (1971-2000)    | Mesi        | Mesi        | Mesi        | Mesi        | Mesi        | Mesi        | Mesi        | Mesi        | Mesi        | Mesi        | Mesi        | Mesi        | Stagioni | Stagioni | Stagioni | Stagioni | Anno  |
| Latina Aeroporto (1971-2000)    | Gen         | Feb         | Mar         | Apr         | Mag         | Giu         | Lug         | Ago         | Set         | Ott         | Nov         | Dic         | Inv      | Pri      | Est      | Aut      | Anno  |
| ------------------------------- | ----------- | ----------- | ----------- | ----------- | ----------- | ----------- | ----------- | ----------- | ----------- | ----------- | ----------- | ----------- | -------- | -------- | -------- | -------- | ----- |
| T. max. media (°C)              | 13,8        | 14,2        | 16,9        | 20,4        | 24,5        | 28,9        | 31,7        | 32,3        | 27,8        | 23,2        | 18,7        | 14,7        | 14,2     | 20,6     | 31,0     | 23,2     | 22,3  |
| T. min. media (°C)              | 4,4         | 3,9         | 6,5         | 8,8         | 12,0        | 16,0        | 18,3        | 18,8        | 15,9        | 12,4        | 9,1         | 4,9         | 4,4      | 9,1      | 17,7     | 12,5     | 10,9  |
| T. max. assoluta (°C)           | 19,8 (1971) | 22,2 (1978) | 25,4 (1981) | 27,2 (1971) | 31,2 (1977) | 36,6 (1982) | 39,2 (1983) | 40,6 (1999) | 37,6 (1982) | 31,6 (1990) | 25,6 (1977) | 21,6 (1984) | 22,2     | 31,2     | 40,6     | 37,6     | 40,6  |
| T. min. assoluta (°C)           | −9,2 (1985) | −4,6 (1973) | −5,2 (1971) | 0,8 (1980)  | 3,8 (1981)  | 7,0 (1986)  | 10,6 (1980) | 9,8 (1978)  | 7,2 (1971)  | 3,4 (1978)  | −5,4 (1973) | −4,4 (1991) | −9,2     | −5,2     | 7,0      | −5,4     | −9,2  |
| Giorni di calura (Tmax ≥ 30 °C) | 0           | 0           | 0           | 0           | 0           | 4           | 16          | 19          | 4           | 0           | 0           | 0           | 0        | 0        | 39       | 4        | 43    |
| Giorni di gelo (Tmin ≤ 0 °C)    | 5           | 4           | 1           | 0           | 0           | 0           | 0           | 0           | 0           | 0           | 1           | 3           | 12       | 1        | 0        | 1        | 14    |
| Precipitazioni (mm)             | 77,4        | 85,1        | 63,9        | 84,6        | 50,8        | 29,4        | 21,9        | 40,5        | 78,7        | 120,7       | 140,2       | 98,8        | 261,3    | 199,3    | 91,8     | 339,6    | 892,0 |
| Giorni di pioggia               | 8           | 8           | 8           | 9           | 6           | 4           | 2           | 3           | 6           | 9           | 11          | 10          | 26       | 23       | 9        | 26       | 84    |
| Giorni di nebbia                | 1           | 1           | 1           | 1           | 1           | 0           | 0           | 0           | 0           | 0           | 0           | 1           | 3        | 3        | 0        | 0        | 6     |
| Umidità relativa media (%)      | 76          | 74          | 74          | 75          | 73          | 71          | 70          | 70          | 73          | 76          | 78          | 78          | 76       | 74       | 70,3     | 75,7     | 74    |

Source=https://championtraveler.com/dates/best-time-to-visit-latina-it/

### Dati climatologici 1961-1990
Secondo i dati medi del trentennio 1961-1990, ancora in uso per l'Organizzazione meteorologica mondiale e definito Climate Normal (CLINO), la temperatura media del mese più freddo, gennaio, si aggira attorno ai +8 °C, mentre quella di luglio è di +23,5 °C, il mese più caldo è comunque agosto, con una media giornaliera di +23,9 °C; nella stazione meteorologica di Latina Aeroporto si registrano, mediamente, 17 giorni di gelo all'anno. Nel medesimo trentennio, la temperatura minima assoluta ha toccato i -9,2 °C nel gennaio 1985 (media delle minime assolute annue di -4,1 °C), mentre la massima assoluta ha fatto registrare i +39,6 °C nell'agosto 1981 (media delle massime assolute annue di +35,7 °C).
La nuvolosità media annua si attesta ad un valore di 3,5 okta al giorno, con minimo in luglio di 1,8 okta e massimi in febbraio, marzo e aprile di 4,4 okta.
La piovosità media annuale è di 931 mm, quantitativo distribuito mediamente in 87 giorni, con un picco tra l'autunno e l'inverno ed un minimo estivo.
L'umidità relativa media annua si attesta a 71,3% con minimo di 68% a luglio e massimo di 75% a novembre.
| Latina Aeroporto (1961-1990) | Mesi        | Mesi        | Mesi        | Mesi        | Mesi        | Mesi        | Mesi        | Mesi        | Mesi        | Mesi        | Mesi        | Mesi        | Stagioni | Stagioni | Stagioni | Stagioni | Anno  |
| Latina Aeroporto (1961-1990) | Gen         | Feb         | Mar         | Apr         | Mag         | Giu         | Lug         | Ago         | Set         | Ott         | Nov         | Dic         | Inv      | Pri      | Est      | Aut      | Anno  |
| ---------------------------- | ----------- | ----------- | ----------- | ----------- | ----------- | ----------- | ----------- | ----------- | ----------- | ----------- | ----------- | ----------- | -------- | -------- | -------- | -------- | ----- |
| T. max. media (°C)           | 13,4        | 14,0        | 15,8        | 18,6        | 23,2        | 26,8        | 30,0        | 30,4        | 27,3        | 22,9        | 17,8        | 14,5        | 14,0     | 19,2     | 29,1     | 22,7     | 21,2  |
| T. min. media (°C)           | 3,3         | 3,8         | 5,1         | 7,3         | 10,8        | 14,2        | 16,9        | 17,3        | 15,2        | 11,7        | 7,8         | 4,7         | 3,9      | 7,7      | 16,1     | 11,6     | 9,8   |
| T. max. assoluta (°C)        | 21,7 (1962) | 22,2 (1978) | 25,4 (1981) | 27,2 (1971) | 32,4 (1968) | 36,6 (1982) | 39,2 (1983) | 39,6 (1981) | 37,6 (1982) | 31,6 (1990) | 25,6 (1977) | 21,6 (1984) | 22,2     | 32,4     | 39,6     | 37,6     | 39,6  |
| T. min. assoluta (°C)        | −9,2 (1985) | −7,5 (1964) | −6,5 (1963) | 0,2 (1966)  | 1,5 (1970)  | 4,5 (1962)  | 10,0 (1970) | 9,8 (1978)  | 5,6 (1964)  | 2,8 (1963)  | −5,4 (1973) | −4,5 (1961) | −9,2     | −6,5     | 4,5      | −5,4     | −9,2  |
| Giorni di gelo (Tmin ≤ 0 °C) | 6           | 4           | 2           | 0           | 0           | 0           | 0           | 0           | 0           | 0           | 1           | 4           | 14       | 2        | 0        | 1        | 17    |
| Nuvolosità (okta al giorno)  | 4,2         | 4,4         | 4,4         | 4,4         | 3,7         | 2,8         | 1,8         | 2,0         | 2,7         | 3,3         | 4,0         | 4,1         | 4,2      | 4,2      | 2,2      | 3,3      | 3,5   |
| Precipitazioni (mm)          | 98,4        | 86,1        | 77,0        | 77,1        | 48,1        | 36,3        | 23,8        | 41,8        | 80,1        | 114,9       | 142,4       | 104,7       | 289,2    | 202,2    | 101,9    | 337,4    | 930,7 |
| Giorni di pioggia            | 9           | 9           | 9           | 9           | 7           | 4           | 2           | 3           | 6           | 8           | 11          | 10          | 28       | 25       | 9        | 25       | 87    |
| Umidità relativa media (%)   | 73          | 71          | 71          | 71          | 70          | 69          | 68          | 69          | 71          | 74          | 75          | 74          | 72,7     | 70,7     | 68,7     | 73,3     | 71,3  |

## Valori estremi

### Temperature estreme mensili dal 1961 ad oggi
Nella tabella sottostante sono riportate le temperature massime e minime assolute mensili, stagionali ed annuali dal 1961 ad oggi, con il relativo anno in cui queste si sono registrate. La massima assoluta del quarantennio esaminato di +42,4 °C è dell'agosto 2007, mentre la minima assoluta di -9,2 °C risale al gennaio 1985.
| Latina Aeroporto (1961-2023) | Mesi        | Mesi        | Mesi        | Mesi        | Mesi        | Mesi        | Mesi        | Mesi        | Mesi        | Mesi        | Mesi        | Mesi        | Stagioni | Stagioni | Stagioni | Stagioni | Anno |
| Latina Aeroporto (1961-2023) | Gen         | Feb         | Mar         | Apr         | Mag         | Giu         | Lug         | Ago         | Set         | Ott         | Nov         | Dic         | Inv      | Pri      | Est      | Aut      | Anno |
| ---------------------------- | ----------- | ----------- | ----------- | ----------- | ----------- | ----------- | ----------- | ----------- | ----------- | ----------- | ----------- | ----------- | -------- | -------- | -------- | -------- | ---- |
| T. max. assoluta (°C)        | 21,7 (1962) | 23,0 (2014) | 25,4 (1981) | 30,2 (2013) | 34,8 (2008) | 39,0 (2022) | 39,2 (1983) | 42,4 (2007) | 37,6 (1982) | 32,0 (2023) | 27,4 (2021) | 22,0 (2021) | 23,0     | 34,8     | 42,4     | 37,6     | 42,4 |
| T. min. assoluta (°C)        | −9,2 (1985) | −7,5 (1964) | −6,5 (1963) | −0,4 (2003) | 1,5 (1970)  | 4,5 (1962)  | 10,0 (1970) | 9,8 (1978)  | 5,6 (1964)  | 2,4 (2012)  | −5,4 (1973) | −7,0 (2010) | −9,2     | −6,5     | 4,5      | −5,4     | −9,2 |